# Hokej na lodzie na Zimowej Uniwersjadzie 2017
Mecze turnieju hokeja na lodzie na Zimowej Uniwersjadzie 2017 odbywały się przez cały czas trwania hiszpańskiej części imprezy (mecze kobiet rozgrywano w dniach 28 stycznia-6 lutego, a mężczyzn – 28 stycznia-6 lutego). Mecz finałowy turnieju mężczyzn był jednocześnie ostatnim sportowym wydarzeniem przed ceremonią zamknięcia. Spotkania były rozgrywane w halach Hałyk Arena oraz Dworiec sporta im. Baluana Szolaka. W męskiej rywalizacji udział brało 12 reprezentacji, a w kobiecej – 7.

## Turniej mężczyzn
W porównaniu do poprzedniego turnieju uniwersjady w czołowej czwórce nie zaszły zmiany. Tytuł zdobyli Rosjanie, pokonując w finale reprezentację Kazachstanu 1:0. W meczu o brązowy medal Kanadyjczycy zwyciężyli Czechów 4:3. najskuteczniejszym zawodnikiem turnieju został złoty medalista - Andrej Aleksejew, który w sześciu spotkaniach zdobył 13 punktów w klasyfikacji kanadyjskiej.
| Złoto | Srebro     | Brąz   |
| Rosja | Kazachstan | Kanada |

## Turniej kobiet
W turnieju kobiet zwyciężczyniami zostały Rosjanki, które w meczu finałowym pokonały obrończynie złotego medalu, Kanadyjki 4:1.
| Złoto | Srebro | Brąz              |
| Rosja | Kanada | Stany Zjednoczone |